# 27184 Ciabattari
27184 Ciabattari è un asteroide della fascia principale. Scoperto nel 1999, presenta un'orbita caratterizzata da un semiasse maggiore pari a 2,9009985 UA e da un'eccentricità di 0,0781738, inclinata di 2,06129° rispetto all'eclittica.